# Ластенія Мантінейська
Ласте́нія (або Ластене́я) Мантіне́йська (грец. Λασθένεια, Lastheneia, Lasthenia) — одна з учениць Платона.

## З біографії
Народилася в Мантінєї, стародавньому місті в Аркадії (Пелопоннес). Навчалася в Академії Платона, переодягнувшись в чоловіка. Після смерті Платона продовжила навчання у небожа Платона Спевсіппа. Є свідчення, що вона перебувала з ним у близьких стосунках.
У фрагменті папірусу з Оксіринха згадана жінка, яка вчилася у Платона, Спевсіппа, а згодом у Менедема Еритрейського. У папірусі йдеться про те, що «в юності вона була вродлива та сповнена невимушеної грації». Ця жінка, на думку істориків, може бути Ластенією або ж Аксіотеєю Фліуською.